# Cayo Ancio Restión (tribuno de la plebe)

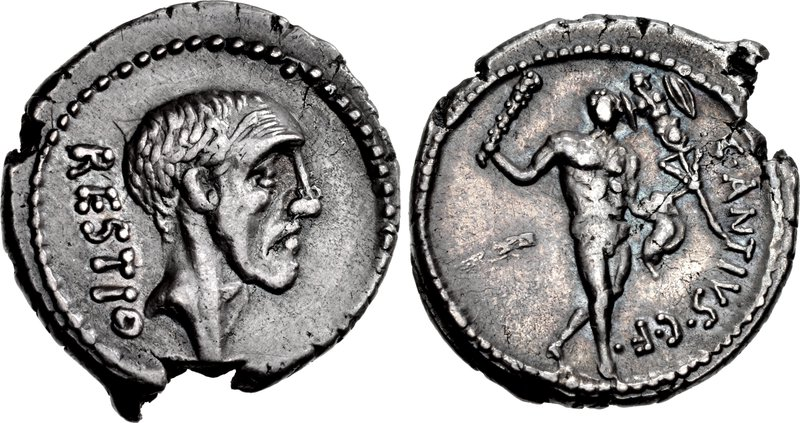
Retrato de C. Antius Restio en un denario acuñado por su hijo en el año 47 a. C. El reverso con Hércules alude al origen mítico de la familia.

Cayo o Gayo Ancio Restión (68–53 BC) fue un político romano del siglo I a. C.

## Tribuno de la plebe
Fue el autor de una ley suntuaria, promulgada entre la de Marco Emilio Lépido del año 78 a. C. y antes de las de Julio César, que establecía que ningún juez o magistrado elegido podía salir a cenar a ningún sitio excepto a las casas de ciertas personas y limitaba el gasto en los entretenimientos. Sin embargo, la ley se respetó poco. Restión ha sido identificado con el tribuno del año 68 a. C., Cayo Ancio, mencionado en la Lex Antonia de Termessensibus. Según Macrobio, Restión no volvió a salir a cenar para no quebrantar su propia ley.